# Präsidentschaftswahl in Polen 2020

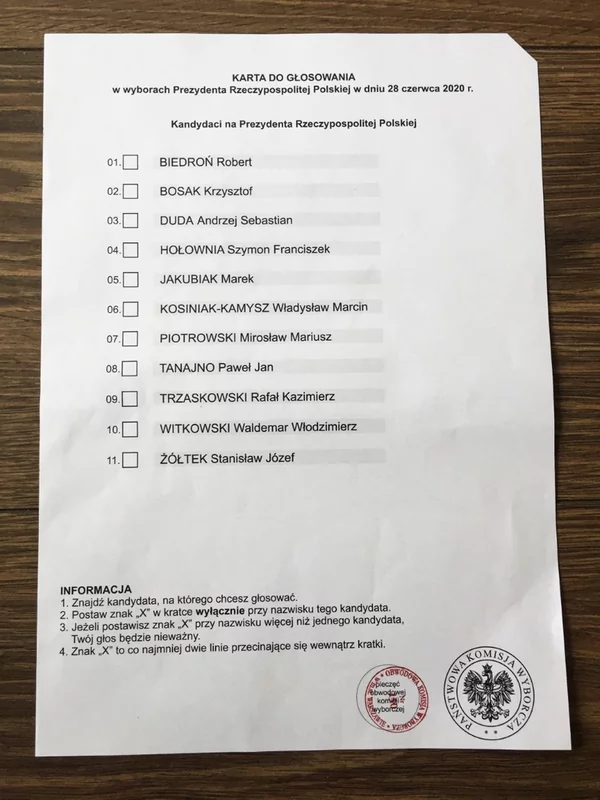
Stimmzettel vom 28. Juni 2020

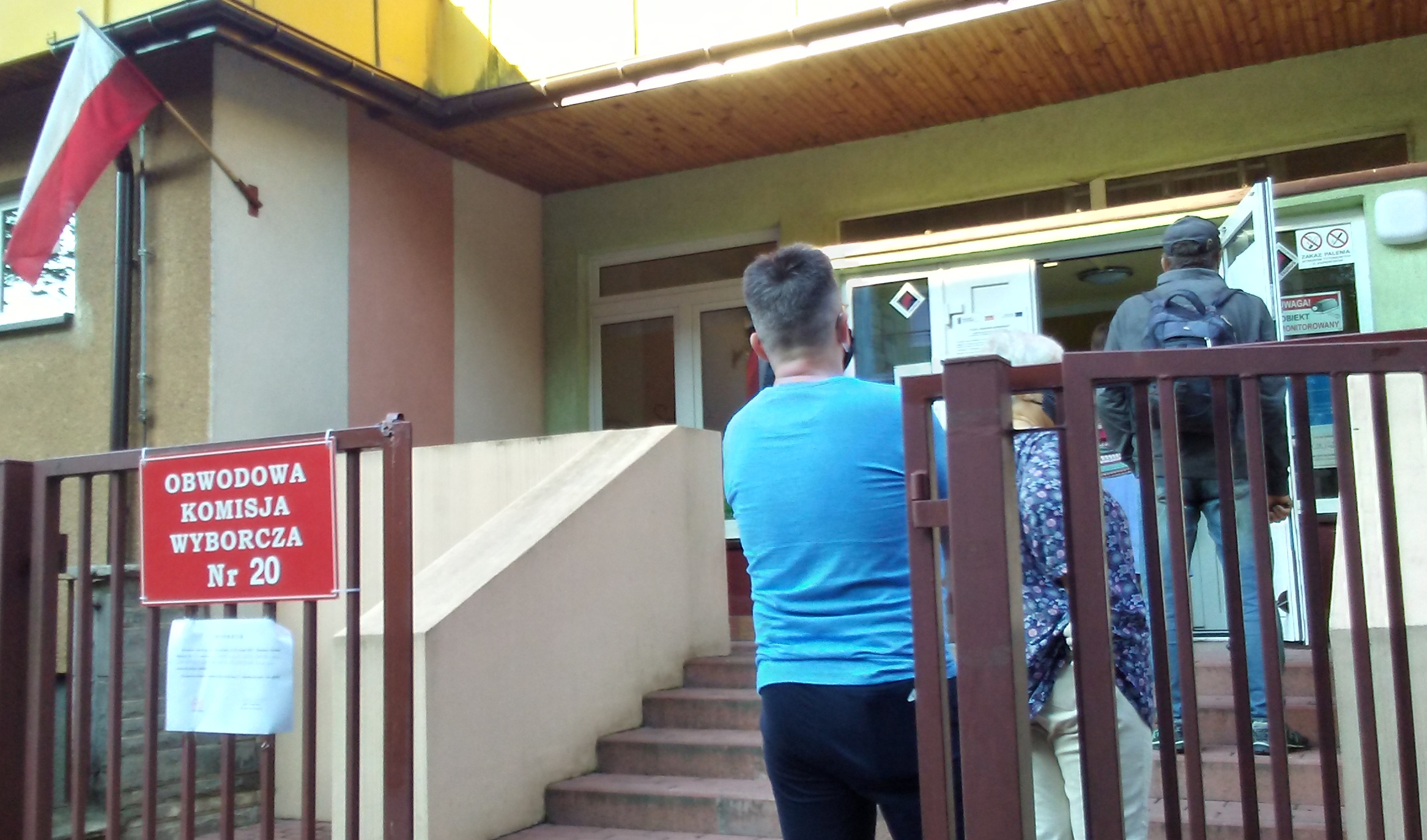
Warteschlange in Tomaszów Mazowiecki, wenige Minuten nach dem Öffnen der Wahllokale

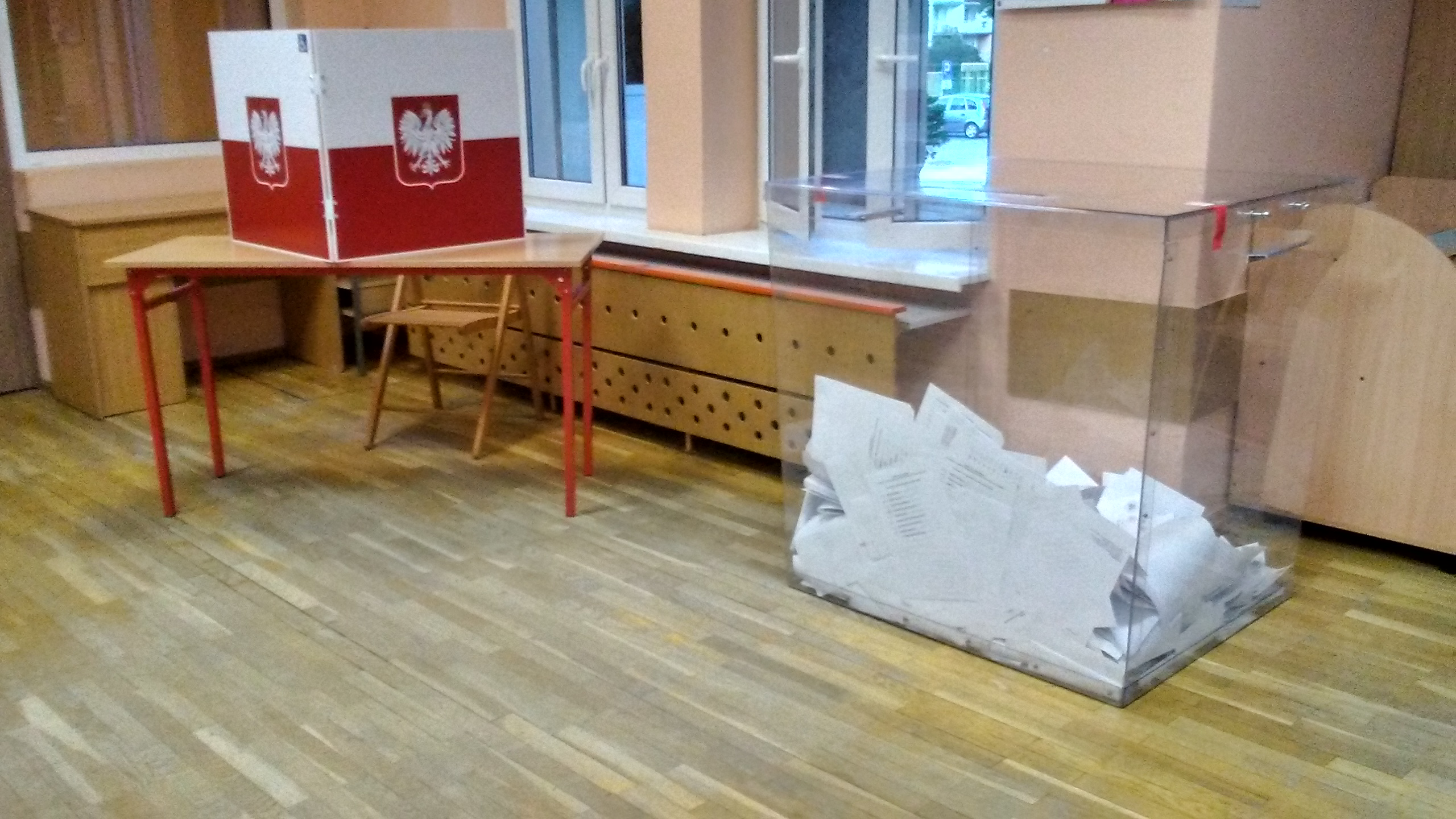
Wahlurne

Die siebte Präsidentschaftswahl in Polen seit dem Beginn der Dritten Republik fand am 28. Juni und 12. Juli 2020 statt. Im ersten Wahlgang erreichte der Amtsinhaber Andrzej Duda 43,5 % der Stimmen und verfehlte die absolute Mehrheit. Damit wurde eine Stichwahl am 12. Juli 2020 zwischen ihm und seinem stärksten Herausforderer Rafał Trzaskowski nötig, der 30,5 % der Stimmen erreichte. In der Stichwahl setzte sich Duda mit 51 % der Stimmen durch.

## Wahltermin
Der erste Durchgang der Wahl war für den 10. Mai 2020 geplant, wurde jedoch aufgrund der COVID-19-Pandemie in Polen verschoben. Zuvor hielt die Regierungspartei PiS lange Zeit am geplanten Termin fest, allerdings in Form einer reinen Briefwahl.

## Kandidaten
Neben dem amtierenden Staatspräsidenten Andrzej Duda (unterstützt von der Regierungspartei PiS) stellte jede der im Sejm vertretenen Fraktionen einen Kandidaten zur Wahl, namentlich Rafał Trzaskowski (KO), Władysław Kosiniak-Kamysz (PSL), Robert Biedroń (Wiosna) und Krzysztof Bosak (Konfederacja). Darüber hinaus traten außerparlamentarische bzw. unabhängige Kandidaten wie beispielsweise Szymon Hołownia an.
Bis zu ihrem Rückzug am 15. Mai 2020 war Małgorzata Kidawa-Błońska Präsidentschaftskandidatin der KO. Der Warschauer Stadtpräsident Rafał Trzaskowski wurde daraufhin ihr Ersatzkandidat. Nach der Neuaufstellung der KO setzte sich Trzaskowski in Umfragen schnell an die zweite Stelle hinter Amtsinhaber Duda.
| Foto | Name                      | Alter | Ausbildung/Karriere                                   | Parteizugehörigkeit                                  | Wahlslogan | Beleg  |
| ---- | ------------------------- | ----- | ----------------------------------------------------- | ---------------------------------------------------- | --- | ------ |
|      | Robert Biedroń            | 44    | EU-Parlamentarier                                     | Wiosna (außerdem unterstützt von SLD, Razem und PPS) | Bezpieczna Polska w Zjednoczonej Europie („Sicheres Polen im Vereinten Europa“) | [ 5 ]  |
|      | Krzysztof Bosak           | 38    | Mitglied des Sejm                                     | Konfederacja (außerdem unterstützt von RN)           | Naprzód Polsko! („Vorwärts Polen!“) | [ 6 ]  |
|      | Andrzej Duda              | 48    | amtierender Präsident                                 | parteilos (unterstützt von PiS)                      | Niech żyje Polska! („Es lebe Polen!“) | —      |
|      | Szymon Hołownia           | 43    | Journalist, Fernsehmoderator                          | parteilos                                            | Prezydent różnych Polaków; Dość partyjniactwa; Kościół i władza na swoje miejsce; Pokolenia, nie kadencja („Präsident von verschiedenen Polen; Schluss mit den Parteien; Kirche und Herrscher auf ihre Plätze; Generationen, nicht Legislaturen“) | [ 7 ]  |
|      | Marek Jakubiak            | 61    | Unternehmer                                           | FdR                                                  | | [ 8 ]  |
|      | Władysław Kosiniak-Kamysz | 38    | Mitglied des Sejm                                     | PSL (außerdem unterstützt von Kukiz’15, ŚR und UED)  | Nadzieja dla Polski („Hoffnung für Polen“) | [ 9 ]  |
|      | Mirosław Piotrowski       | 54    | Historiker, Dozent, Publizist                         | RPE                                                  | Nowoczesny konserwatyzm; Prezydent bezpiecznego jutra („Moderner Konservatismus; Präsident eines sicheren Morgen“) | [ 10 ] |
|      | Paweł Tanajno             | 44    | Unternehmer                                           | parteilos (unterstützt von DB)                       | Więcej wolności i suwerenności obywateli to źródło dobrobytu dla każdego i dla całego państwa („Mehr Freiheit und Souveränität der Bürger ist die Quelle des Wohlstandes für jeden einzelnen und den ganzen Staat“)                               | [ 11 ] |
|      | Rafał Trzaskowski         | 48    | Stadtpräsident Warschaus                              | PO (außerdem unterstützt von iPL, .N und Zieloni)    | Silny prezydent, wspólna Polska („Starker Präsident, gemeinsames Polen“) | [ 12 ] |
|      | Waldemar Witkowski        | 66    | Vorstandsvorsitzender einer Wohnungsbaugenossenschaft | UP                                                   | Człowiek ważniejszy od kapitału („Der Mensch ist wichtiger als das Kapital“) | [ 13 ] |
|      | Stanisław Żółtek          | 64    | Unternehmer                                           | KNP                                                  | | [ 14 ] |

## Wahlkampf
Die beiden aussichtsreichsten und schließlich in der notwendig gewordenen Stichwahl gegeneinander angetretenen Kandidaten, Duda und Trzaskowski, repräsentieren die beiden politischen Hauptlager, in die die polnische Gesellschaft gegenwärtig gespalten ist. Duda, Kandidat der PiS und weiterer Parteien des konservativen Spektrums, hat seine Anhängerschaft schwerpunktmäßig eher im Süden und Osten Polens, vor allem auf dem Land und in den Kleinstädten, während die Anhängerschaft Trzaskowskis, Kandidat der PO und des Mitte-Links-Lagers, vor allem in den Großstädten und eher im Westen und Norden Polens konzentriert ist. Die staatlichen Medien (Rundfunk und Fernsehen) befanden sich weitestgehend unter Kontrolle der PiS-Regierung. Wahlbeobachter der OSZE kritisierten die Berichterstattung des öffentlich-rechtlichen Fernsehsenders TVP, der weitgehend als Wahlkampf-Vehikel für Amtsinhaber Andrzej Duda fungiert und sehr wenig und meist negativ über dessen Herausforderer Rafal Trzaskowski berichtet habe. Der Nationale Rundfunkrat KRRiT sei seiner Aufgabe der Kontrolle der Berichterstattung über den Wahlkampf nicht nachgekommen. Auch die Organisation Reporter ohne Grenzen kritisierte eine einseitige Berichterstattung des Senders.
Duda gilt als Repräsentant traditioneller Werte – Familie im konservativen Sinn und Betonung der gesellschaftlichen Rolle der katholischen Kirche – und gibt sich eher EU-skeptisch, während Trzaskowski Exponent einer liberaleren Richtung ist. Der Wahlkampf war zum Teil durch eine ausgesprochen derbe, beleidigende und diffamierende Sprache gekennzeichnet. Auch gewisse antideutsche Klischees wurden durch Duda bemüht, nachdem er von der zum Teil in Besitz des deutschen Springer-Verlags befindlichen Boulevardzeitung Fakt kritisiert worden war. Duda warf daraufhin dem Springer-Verlag versuchte Wahlbeeinflussung vor und sprach vom „nächsten deutschen Angriff in diesen Wahlen“. Nachdem Zeitungen in Deutschland sich mehrfach für Trzaskowski als den „besseren Präsidenten Polens“ ausgesprochen hatten, ließ das polnische Außenministerium den Geschäftsträger der deutschen Botschaft einbestellen und protestierte gegen „Manipulationen und Lügen“ (so eine spätere Twitter-Meldung), mit denen anscheinend auf den demokratischen Wahlprozess Einfluss genommen werden solle.
Kritiker warfen Duda im Wahlkampf homophobe Äußerungen vor. Nachdem Trzaskowski als Warschauer Stadtpräsident die Schirmherrschaft für die Gleichheits-Parade in seiner Stadt übernommen und die Diskussion von LGBT-Themen an Warschauer Schulen erlaubt hatte, wurde er von PiS-Anhängern als „Schwulenfreund“ angegriffen. Duda erklärte die „LGBT-Ideologie“ für „schlimmer als den Kommunismus“ und stellte in Wahlkampfreden klar, dass er es als Präsident nicht erlauben werde, dass „Kinder in der Grundschule mit Ideologie und Sexualisierung indoktriniert werden“. PiS und Duda positiv ausgelegt wird seitens der Wählerschaft das von der PiS-Regierung initiierte Wohlfahrts- und Sozialprogramm mit deutlich erhöhtem Kindergeld und Sozialleistungen. Dies hat ihr den Ruf verschafft, eine Partei zu sein, die sich um die Bedürfnisse der „kleinen Leute“ und nicht nur der „pro-westlichen städtischen Eliten“ kümmert.

## Ergebnis

Mehrheiten im ersten Wahlgang nach Kreisen (Powiat)

Mehrheiten im zweiten Wahlgang nach Kreisen (Powiat)

| Kandidaten                        | Kandidaten                | Parteien                       | 1. Wahlgang | 1. Wahlgang | 2. Wahlgang | 2. Wahlgang |
| Kandidaten                        | Kandidaten                | Parteien                       | Stimmen     | %           | Stimmen     | %           |
| --------------------------------- | ------------------------- | ------------------------------ | ----------- | ----------- | ----------- | ----------- |
|                                   | Andrzej Duda              | Prawo i Sprawiedliwość         | 8.450.513   | 43,5        | 10.440.648  | 51,0        |
|                                   | Rafał Trzaskowski         | Platforma Obywatelska          | 5.917.340   | 30,5        | 10.018.263  | 49,0        |
|                                   | Szymon Hołownia           | Parteilos                      | 2.693.397   | 13,9        |             |             |
|                                   | Krzysztof Bosak           | Konfederacja                   | 1.317.380   | 6,8         |             |             |
|                                   | Władysław Kosiniak-Kamysz | Polskie Stronnictwo Ludowe     | 459.365     | 2,4         |             |             |
|                                   | Robert Biedroń            | Wiosna                         | 432.129     | 2,2         |             |             |
|                                   | Stanisław Żółtek          | Kongres Nowej Prawicy          | 45.419      | 0,2         |             |             |
|                                   | Marek Jakubiak            | Federacja dla Rzeczypospolitej | 33.652      | 0,2         |             |             |
|                                   | Paweł Tanajno             | Demokracja Bezpośrednia        | 27.909      | 0,1         |             |             |
|                                   | Waldemar Witkowski        | Unia Pracy                     | 27.290      | 0,1         |             |             |
|                                   | Mirosław Piotrowski       | Ruch Prawdziwa Europa          | 21.065      | 0,1         |             |             |
| Gesamt                            | Gesamt                    | Gesamt                         | 19.425.459  | 100         | 20.458.911  | 100         |
|                                   |                           |                                |             |             |             |             |
| Ungültige Stimmen                 | Ungültige Stimmen         | Ungültige Stimmen              | 58.301      | 0,3         | 177.724     | 0,9         |
| Wähler                            | Wähler                    | Wähler                         | 19.483.760  | 64,5        | 20.636.635  | 68,2        |
| Wahlberechtigte                   | Wahlberechtigte           | Wahlberechtigte                | 30.204.792  |             | 30.268.543  |             |
|                                   |                           |                                |             |             |             |             |
| Quelle: Staatliche Wahlkommission |                           |                                |             |             |             |             |

## Analysen
Die Wahlbeteiligung war mit 68,2 Prozent vergleichsweise hoch, was für ein gestiegenes politisches Interesse sprach. Der Wahlausgang zeige – so der Tenor der Kommentare mehrerer großer deutschsprachiger Medien – dass Polen ein innerlich tief gespaltenes Land sei. Die Spaltung gehe mitten durch die Gesellschaft: West- und Nordpolen gegen Süd- und Ostpolen, Städte gegen Provinz, Alt gegen Jung. Auch bei der letzten Präsidentschaftswahl habe diese Spaltung bestanden und der damals gewählte Duda habe es nicht geschafft, die aufgerissenen Gräben zuzuschütten, vor allem weil er nicht aus dem Schatten seines politischen Ziehvaters Jarosław Kaczyński habe heraustreten können. Ob Duda in seiner zweiten Amtszeit dazu in der Lage sei, bleibe abzuwarten. Es sei jedoch zu befürchten, dass die Aktionen der PiS-Regierung gegen das Justizsystem und gegen unabhängige private Medien weitergehen würden. Gegner der PiS-Regierung äußerten die Befürchtung, dass Polen nun „denselben Weg“ gehen würde „wie Ungarn oder sogar Weißrussland“.

## Klage gegen die Wahl
Am 16. Juli 2020 reichte die Bürgerplattform (PO) beim obersten Gericht Polens Beschwerde gegen das Wahlergebnis ein. Die PO forderte eine Annullierung der Wahl, da gegen die Prinzipien der Gleichheit und Allgemeinheit der Wahl verstoßen worden sei. Duda sei durch den „gesamten Staatsapparat“ unterstützt worden, was rechtswidrig gewesen sei. Zum Beleg dokumentierte die PO Beschwerden von 2000 Wählerinnen und Wählern, die über Probleme mit der Anmeldung zur Wahl, einen verspäteten Versand der Wahlunterlagen und Hindernisse bei der Stimmenabgabe im Ausland berichteten.
Für die Beschwerden war die im Rahmen der umstrittenen Justizreform gegründete Kammer für außerordentliche Kontrolle und öffentliche Angelegenheiten zuständig. Am 3. August 2020 erklärte sie die Wahl für gültig. Insgesamt gingen 5.847 Wahlbeschwerden ein und damit die meisten seit der Präsidentschaftswahl 1995 (damals ungefähr 600 Tausend). Davon wurden 93 Beschwerden zwar als berechtigt, aber ohne Auswirkung auf das Wahlergebnis angesehen. Auch ein ungleicher Zugang der Kandidaten zu den Massenmedien wirke sich nicht auf die Gültigkeit der Wahl aus, solange ein rechtlicher und faktischer Medienpluralismus gewährleistet ist.